# 中山讓
中山 讓（なかやま ゆずる、1960年1月4日 - ）は、静岡県出身のミュージシャン、YouTuber、元教員。作詞・作曲時の芸名は柚 梨太郎（ゆず りんたろう）。

## 経歴
実家は八百屋で、祖父母に育てられた。4歳時にピアノを習い始めた。静岡大学教育学部卒業後、11年間小学校教員として教壇に立った。教員時代に作詞作曲を始め、担任クラスの生徒に自身の制作曲を歌わせていた。
1993年に退職し、二本松率いる「つながりあそび・うた研究所」に加入し、同年リリースの『きみとぼくの間に』により33歳でミュージシャンデビューした。その後は精力的に音楽活動を継続し、作品を出し続けたり、実技講習会・各種講演会・コンサートなどで全国を回るなど積極的に活動している。
2002年6月に『フォト』（時事画報社発行雑誌）の「スケッチ現代」で5ページの特集が組まれ、同年に『きみとぼくの間に』（SBS静岡放送テレビスペシャル番組）が放映された。2003年に朝日新聞朝刊の『ひと』欄で取材される。2005年10月に『ユズリンの音楽日記』（SBSラジオ番組）が放送開始。
沼津市立静浦小中一貫学校の校歌を制作し（作詞・作曲）、2014年4月2日リリースの20thアルバム『笑顔の力 PART Ⅱ』に収録。
2020年3月7日にYouTubeチャンネルを開設し、YouTuberデビュー。6月に自身が校歌を制作した沼津市立静浦小中一貫学校との交流を行い、静岡新聞の記事に掲載された。

## 人物
- 芸名「柚梨太郎」は友人から「ユズリン」と呼ばれていたのを「瀧廉太郎」に引っ掛けた物である[1]。
- 好物はトンカツ、好きなフルーツはスイカ。嫌いな食べ物はプリン。

## 書籍

### 単著
- 『子どもの心にひびく教室の歌―全曲ピアノ伴奏譜つき』小学館〈教育技術MOOK〉、1997年7月1日。ISBN 9784091045188。
- 『フニャグニャさせて』たかの書房、1998年8月1日。ISBN 9784829898246。

### スコアブック
- 『中山讓ソングブック1』音楽センター、1998年12月11日。ISBN 978-4900344235。（1stアルバム『きみとぼくの間に』、2ndアルバム『天まで駆けるよ』）
- 『中山讓ソングブック2』音楽センター、1998年12月11日。ISBN 978-4900344242。（3rdアルバム『スタートライン』、4thアルバム『Love Letter』）
- 『中山讓ソングブック3 DO MY BEST!』音楽センター、1998年12月11日。ISBN 978-4900344259。
- 『中山讓ソングブック4 とっておきの一人』音楽センター、2000年5月6日。ISBN 978-4900344372。
- 『スクールミュージカル 少年少女冒険隊』音楽センター〈「総合学習」教材シリーズ〉、2000年5月7日。ISBN 978-4900344365。
- 『ユズリン教室のうた ベストソング1』音楽センター、2002年4月3日。ISBN 978-4900344457。
- 『ユズリン教室のうた ベストソング2』音楽センター、2002年4月3日。ISBN 978-4900344464。
- 『きみがぼくの"元気" SONG BOOK』音楽センター、2002年5月21日。ISBN 978-4900344488。
- 『きっとできる』音楽センター、2004年4月21日。ISBN 978-4900344662。
- 『Piano Piece Invitation to Yuzz』?、2005年4月1日。
- 『今日がダメでも また明日 MOVIN' ON!』音楽センター、2006年4月1日。
- 『Invitation to YUZZ 1&2 SONG BOOK』音楽センター、2007年11月25日。ISBN 978-4903934037。
- 『ワクワクドキドキ ユズリン教室のうた ベストソング3』音楽センター、2008年4月1日。ISBN 978-4903934051。
- 『みんな輝け！』音楽センター、2008年6月1日。ISBN 978-4903934105。
- 『歌えば勇気が湧いてくる ユズリン教室のうた ベストソング4』音楽センター、2012年5月21日。ISBN 978-4903934495。
- 『ぐんぐんどこまでも』?、2011年。
- 『笑顔の力』?、2013年。
- 『笑顔の力 PART Ⅱ』?、2014年。
- 『翼 広げて』?、2015年。
- 『Invitation to YUZZ あなたを歌う』?、2016年。
- 『Invitation to YUZZ うたはともだち』?、2017年。
- 『ぶる～みんすまいる』?、2018年。
- 『夢を歌えば～ひとつぶのしずく～』?、2018年。
- 『世界は笑顔で歌うのさ』?、2020年。
- 『まごころ』?、2021年。
- 『きみの声を聴かせて』?、2022年。